# رسم اللوحة المسطحة

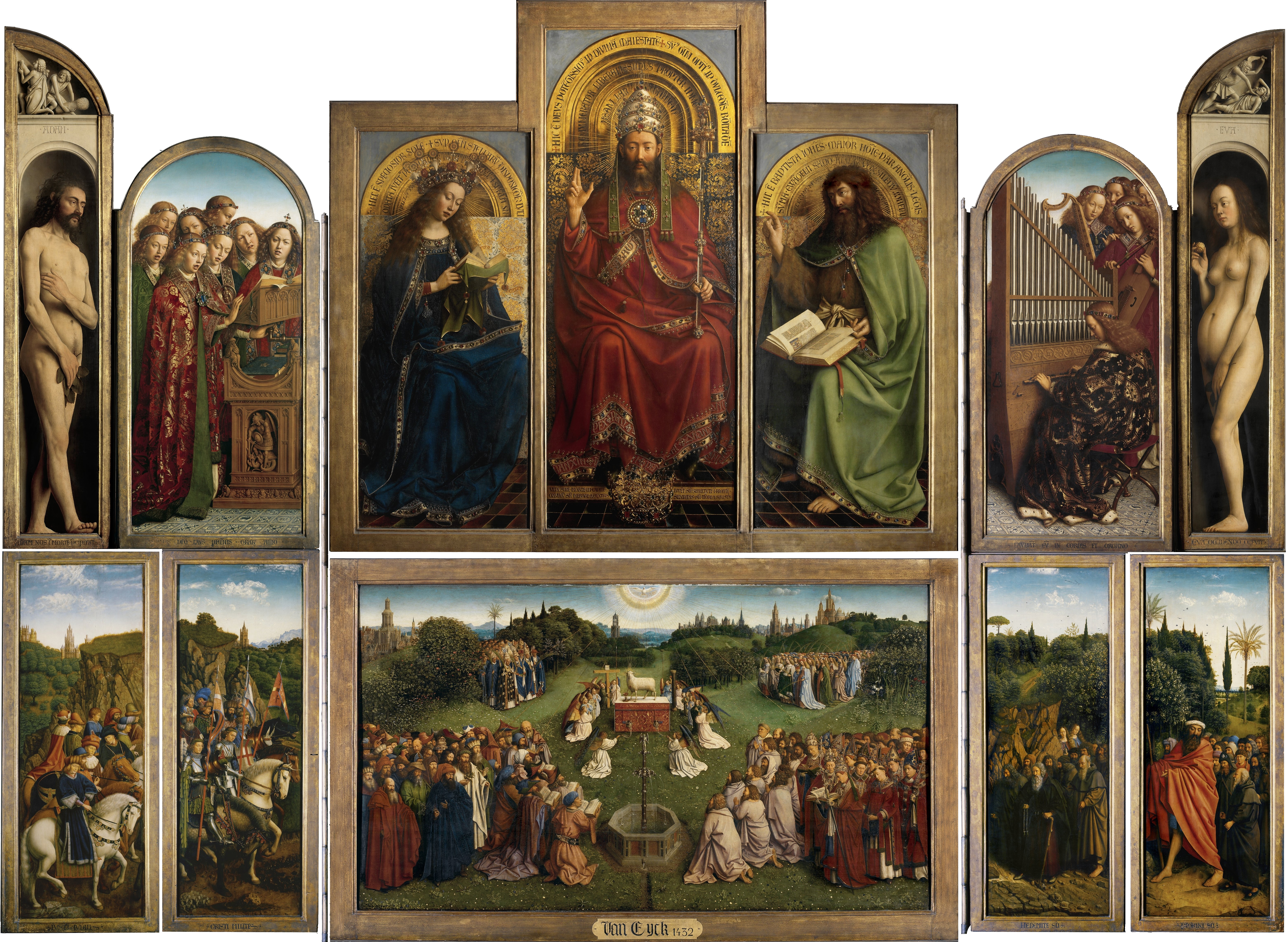
The Ghent Altarpiece لجان فان إيك وإخوانه ، 1432. قطعة مذبح كبيرة على لوح. الأجنحة الخارجية معلقة ومطلية على كلا الجانبين.

رسم اللوحة المسطحة هي لوحة مصنوعة من الخشب، إما قطعة واحدة، أو عدد من القطع المرتبطة ببعضها البعض. حتى أصبح القماش وسيلة الدعم الأكثر شيوعًا في القرن السادس عشر، كان هو الشكل الطبيعي لدعم لوحة ليس على الحائط (الجص) أو على الرق (المستخدم في المنمنمات في المخطوطات المضيئة) ولتركيب اللوحات الرقية.

## التاريخ

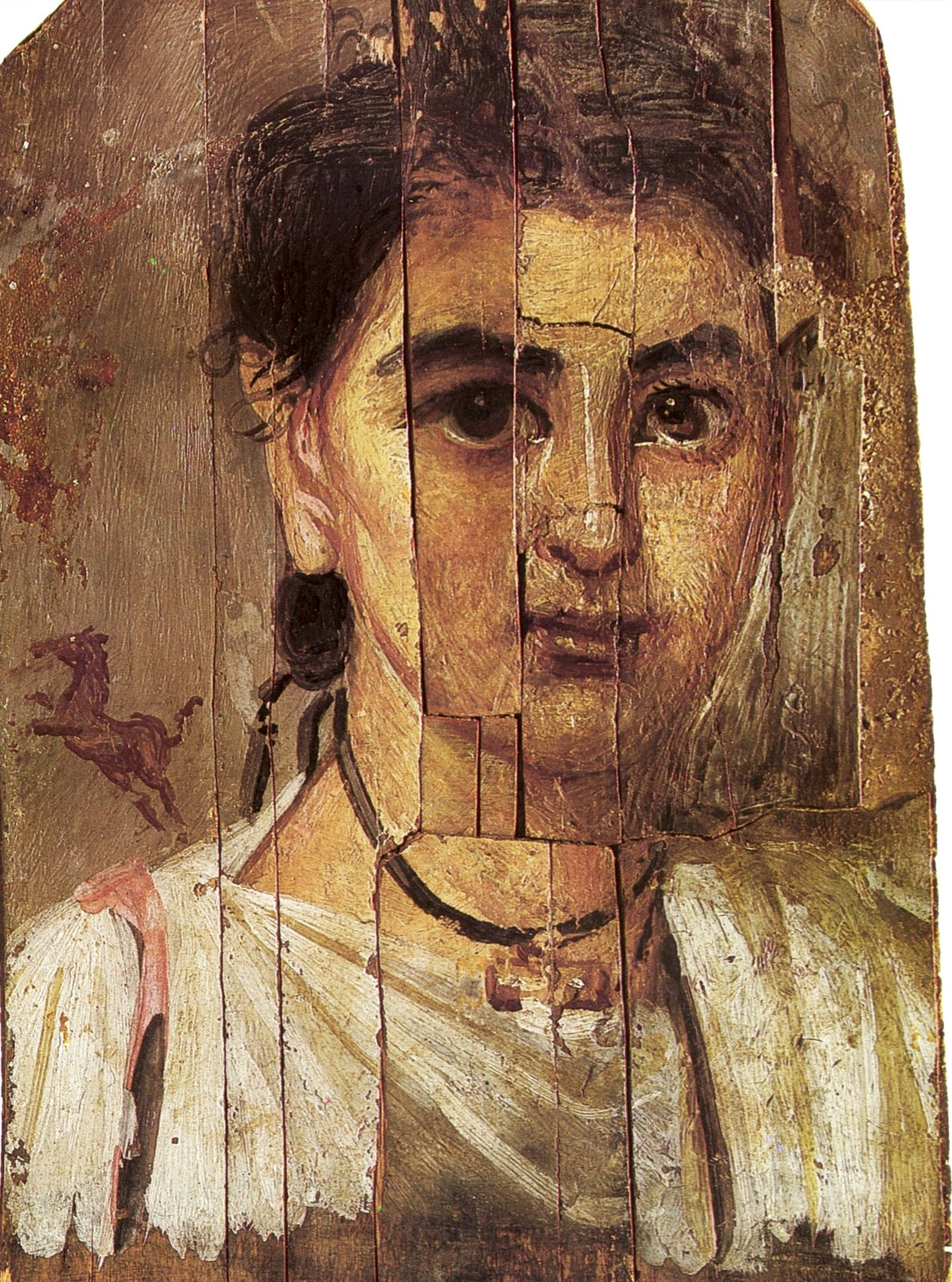
الفتى اليوناني الروماني ، القرن الثاني الميلادي (صورة مومياء الفيوم). Encaustic على الخشب - لاحظ الشقوق.

رسم اللوحة المسطحة قديم جدا. كانت وسيلة مرموقة للغاية في اليونان وروما، ولكن لم يتبق منها سوى أمثلة قليلة جدًا من اللوحات القديمة. سلسلة من اللوحات المطلية من القرن السادس قبل الميلاد من بيتسا (اليونان) تمثل أقدم اللوحات اليونانية الباقية. يبدو أن معظم اللوحات اليونانية الكلاسيكية التي كانت مشهورة في عصرها كانت بحجم يضاهي الأعمال الحديثة الأصغر - ربما يصل حجمها إلى نصف الطول.

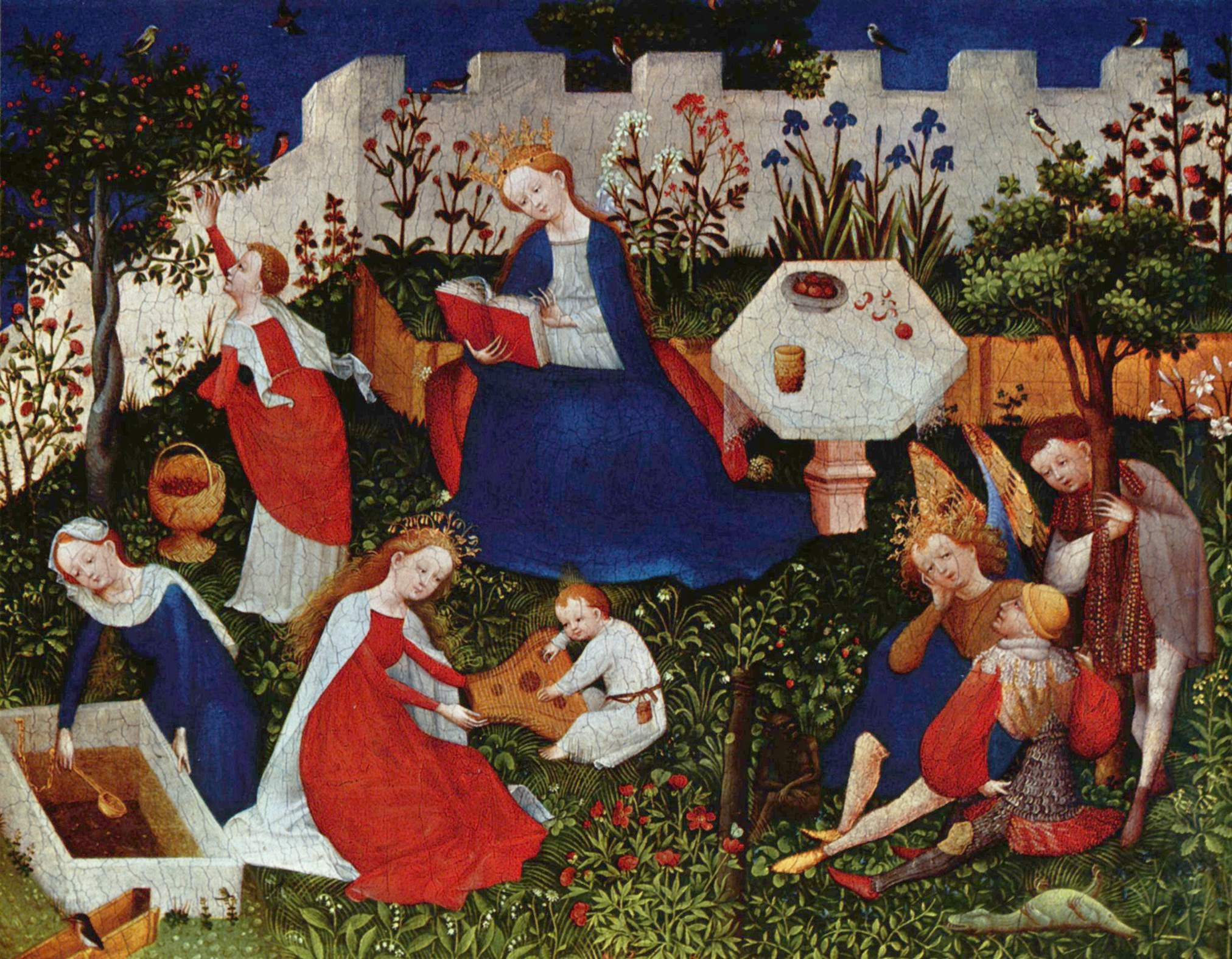
فرانكفورت باراديسغارتلين ، لوحة لوحة ألمانية من حوالي عام 1410

## بناء اللوحة وإعدادها

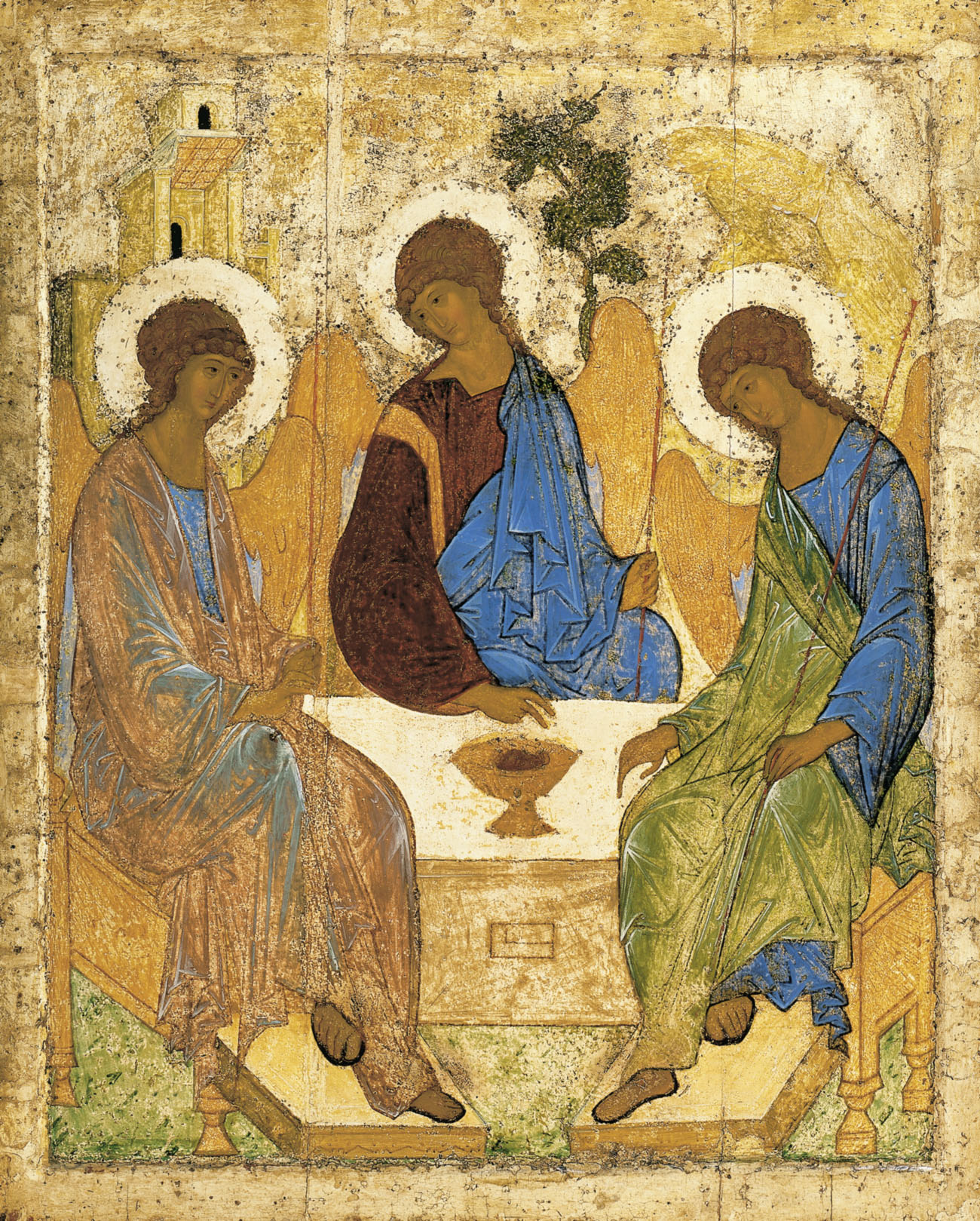
أيقونة روسية لأندريه روبليف ، أوائل القرن الخامس عشر ، على لوحة من ثلاث قطع. من المحتمل أن تكون الحواف المرتفعة جيسو وليست خشبية

ومن المعروف أن تقنية لنا من خلال سينينو سينيني الصورة الحرفي كتيب (ايل كتاب ديل 'آرتي) التي نشرت عام 1390، وغيرها من المصادر. لقد تغير قليلا على مر القرون. لقد كانت عملية شاقة ومضنية:
- يقوم النجار ببناء قطعة خشب مصمت بحجم اللوح المطلوب. عادةً ما يتم تفضيل قطعة مقطوعة نصف قطرية (عبر الشجرة بدلاً من طولها؛ عكس معظم قطع الأخشاب)، مع استبعاد خشب العصارة الخارجي. في إيطاليا كان عادة الحور أو الصفصاف أو الزيزفون محنك. سيتم تسويتها وصقلها بالرمل وإذا لزم الأمر، يتم ربطها بقطع أخرى للحصول على الحجم والشكل المطلوب.

## الحفظ والتحليل العلمي

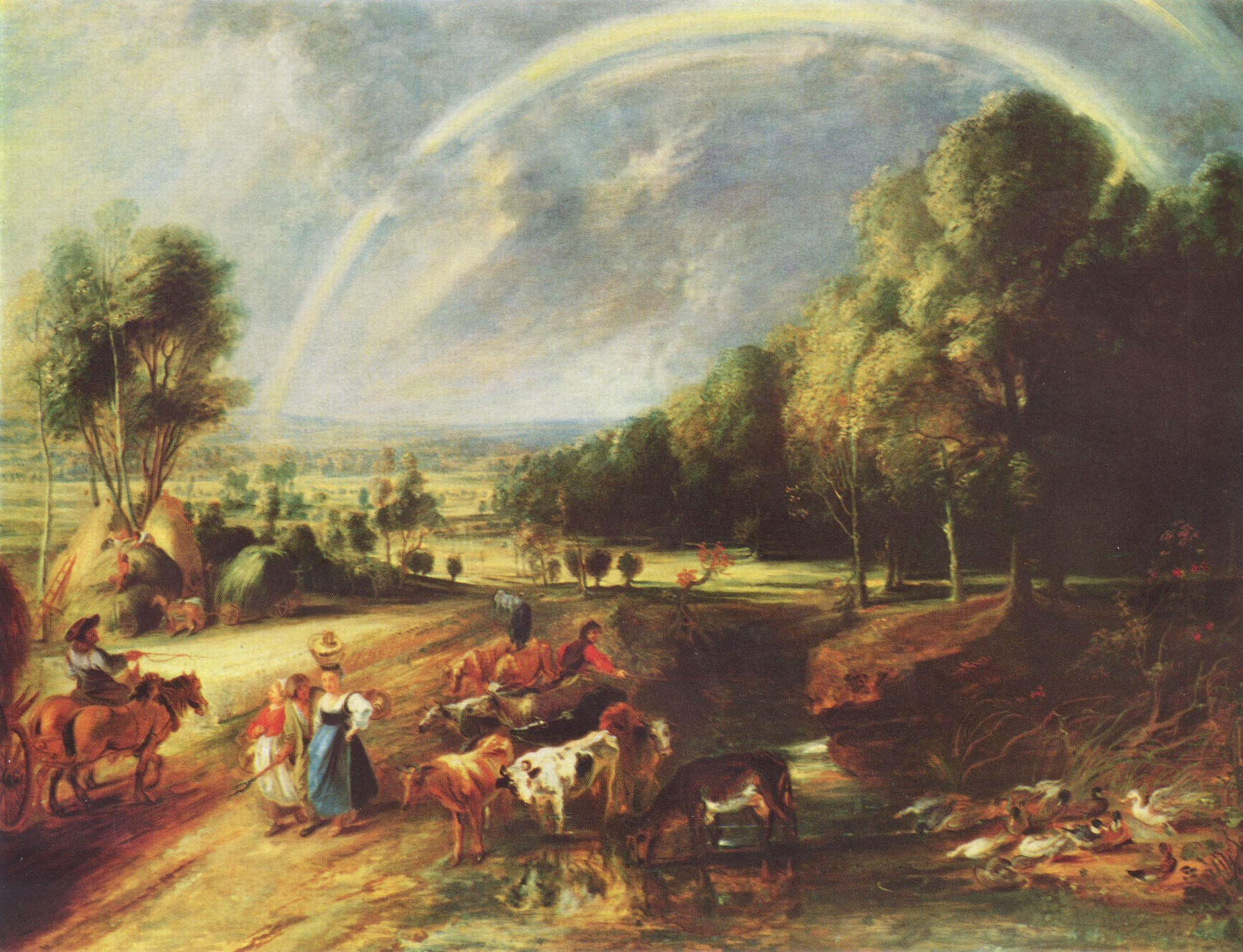
منظر طبيعي بقوس قزح ، 94 × 123 سم ، 1636-1638. لوحة كبيرة من لوحة روبنز ، مع لوحة مصنوعة من عدة قطع

الألواح الخشبية، خاصة إذا تم الاحتفاظ بها مع رطوبة قليلة جدًا ، غالبًا ما تتشقق وتتشقق مع تقدم العمر، ومنذ القرن التاسع عشر، عندما تم تطوير تقنيات موثوقة، تم نقل العديد منها إلى قماش أو دعامات حديثة للوح .

## وصلات خارجية
- «لوحة الرسم» . في Encyclopædia Britannica Online.
- معجم المعرض الوطني
- مظاهرة عبر الإنترنت من متحف فيتزويليام